# Maguito Vilela
Luís Alberto Maguito Vilela (ur. 24 stycznia 1949 w Jataí, zm. 13 stycznia 2021 w São Paulo) – brazylijski adwokat, polityk, senator.

## Działalność polityczna
Od 1991 do 1994 był wicegubernatorem, a od 1995 do 1998 gubernatorem Goiás. W okresie od 1999 do 2007 zasiadał w Senacie. Od 1 stycznia 2021 do śmierci 13 stycznia 2021 był burmistrzem Goiânia.
Zmarł na COVID-19 w czasie światowej pandemii tej choroby.